# 金沢町 (名古屋市)
金沢町（かなざわちょう）は、愛知県名古屋市中区の地名。

## 歴史

### 沿革
- 享保20年 - 愛知郡日置村の畑地であったところを、町家として開発した[4]。当時は大須裏門通とも称した[4]。
- 1878年（明治11年）12月28日 - 日置村上日置町の一部により、名古屋区金沢町として成立[1]。
- 1889年（明治22年）10月1日 - 名古屋市成立に伴い、同市金沢町となる[1]。
- 1908年（明治41年）4月1日 - 中区成立に伴い、同区金沢町となる[1]。
- 1936年（昭和11年）1月1日 - 一部が中区岩井通に編入される[1]。
- 1969年（昭和44年）10月21日 - 一部が大須二丁目に編入される[1]。
- 1974年（昭和49年）5月11日 - 全域が松原一丁目および門前町に編入され、廃止[1]。